# Banka Koper Slovenia Open 2005
Banka Koper Slovenia Open 2005 — жіночий тенісний турнір, що проходив на відкритих кортах з твердим покриттям у Порторожі (Словенія). Це був перший за ліком турнір Slovenia Open. Належав до турнірів 4-ї категорії в рамках Туру WTA 2005. Тривав з 19 до 25 вересня 2005 року.

## Очки і призові

### Нарахування очок
| Дисципліна       | П   | Ф  | ПФ | ЧФ | 1/8 | 1/16 | Q   | Q3  | Q2  | Q1  |
| Одиночний розряд | 115 | 80 | 50 | 30 | 15  | 1    | 7   | 3   | 2   | 1   |
| Парний розряд    | 115 | 80 | 50 | 30 | 1   | Н/Д  | Н/Д | Н/Д | Н/Д | Н/Д |

### Призові гроші
| Дисципліна       | П       | Ф       | ПФ     | ЧФ     | 1/8    | 1/16 | Q3   | Q2   | Q1   |
| Одиночний розряд | $21,140 | $11,395 | $6,140 | $3,310 | $1,775 | $955 | $515 | $280 | $165 |
| Парний розряд *  | $6,240  | $3,360  | $1,810 | $970   | $550   | Н/Д  | Н/Д  | Н/Д  | Н/Д  |

* на пару

## фінал

### Одиночний розряд
Клара Коукалова —  Катарина Среботнік, 6–2, 4–6, 6–3

### Парний розряд
Анабель Медіна Гаррігес /  Роберта Вінчі виграли титул, when  Єлена Костанич /  Катарина Среботнік, 6–4, 5–7, 6–2